# Джордж Бърнард Шоу
Джордж Бърнард Шоу (на английски: George Bernard Shaw) е виден ирландски писател – драматург, есеист, театрален критик, общественик и пътешественик. Носител на Нобелова награда за литература (1925). Един от основателите на Лондонското училище по икономика и политически науки. Вторият (след Шекспир) по популярност драматург в английския театър. Един от двамата в историята на човечеството (вторият е Боб Дилън), удостоени и с Нобелова награда, и с „Оскар“.
Шоу става Нобелов лауреат през 1925 г. „за творчество, белязано от идеализъм и хуманизъм, за искряща сатира, често съчетана с изключителна поетична красота“, а получава „Оскар“ през 1939 г. за сценария на филма „Пигмалион“, който е екранизация на едноименната му комедия.

## Биография
Роден е на 26 юли 1856 г. в Дъблин, Ирландия в семейството на Джордж Кар Шоу, търговец на зърно, и Лусинда Шоу, професионална певица. Има и две сестри.
Средното си образование получава в Дъблин. По-късно Шоу нарича училището „най-вреден етап“ от образованието си. Той неведнъж критикува образователната система, която се съсредоточава върху умственото, а не духовно развитие на децата. Особено авторът критикува системата за физически наказания в училищата.
Тъй като семейството няма средства да го изпрати в университет, Шоу на 15-годишна възраст започва работа като служител в агенция за недвижими имоти. Занимава се със събиране на наеми, същевременно се научава да води прецизно счетоводни книги и да пише с много четлив почерк. Всичко, написано с почерка на Шоу (дори и в напредналите му години) е лесно и приятно за четене.
През 1876 г. Шоу се мести в Лондон. Там започва да посещава библиотеки и музеи, усилено се занимава и създава своите първи произведения. Неговите ранни романи нямат успех до 1885 г., когато той става известен като творчески критик, и едва тогава те са публикувани.
Той сътрудничи на редица литературни издания („The Star“, „The Pall Mall Gazette“, „The World“), където завежда рубриките „Музикална критика“ и „Театрален живот“. Към средата на 1880-те той става уважаван театрален и музикален критик. Статиите си подписва с инициалите G.B.S. и скоро за читателите тези инициали ще се свържат с представите за рядко оригинален и остроумен журналист, който изразява смело своите мнения.
Кариерата си на драматичен писател започва с пиесата си „Къщата на вдовеца“, която включва в цикъла „Неприятни пиеси“. В този цикъл са включени още 2 пиеси: „Обичаният мъж“ (1893) и „Професията на госпожа Уорън“ (1894). Последната е забранена за поставяне на сцената и трябва да минат 8 години, за да може лондонската публика да я види. Вторият цикъл „Приятни пиеси“ обхваща: „Оръжията и човекът“ (1894) – действието на пиесата се развива в България по време на Сръбско-българската война, „Кандида“ (1894), „Избраникът на съдбата“ и „Никога не може да се каже“ (1894). Третият цикъл са 3 пиеси за пуритани: „Ученикът на дявола“ (1898), „Цезар и Клеопатра“ (1899) и „Промяната у капитан Брасбоунд“ (1899). Към същия период от творческата му дейност се отнасят и комедиите „Човек и свръхчовек“ (1903), „Другият остров на Джон Бул“ (1904), „Майор Барбара“ (1905), „Дилемата на лекаря“ (1906), „Женитба“ (1908), „Неравен брак“ (1909), „Разобличението на Бланко Поснет“(1908), „Андрокъл и лъвът“ (1912), „Пигмалион“ (1913). През периода 1912 – 1918 г. Шоу пише едноактни пиеси (с 1 действие) на злободневни теми. След войната създава пиесите „Домът на разбитите сърца“ (1919), „Връщане в Матюзалем“ (1920), „Света Йоанна“ (1923), „Кола с ябълки“ (1929), „Много е хубаво, за да бъде вярно“ (1931), „Милионершата“ (1935), „На скалите“ (1933), „Женева“ (1938), „В щастливите дни на Карл Чарлз“ (1939).
Шоу е известен с изключително острия си език, като строг критик на викторианското общество и непреклонен защитник на правата на жените. Защитавал е теориите на Маркс и Енгелс за класите. Известно време е привърженик на евгениката – идеята за унищожаване на низшите прослойки и хората, които с нищо не допринасят за съществуването си, което е било свързано с неговите социално-политически възгледи, но след това преминава на позицията на мека критика на това учение.
Той е сред създателите на т. нар. Фабианско общество – организация на интелектуалци, които вярват, че обществото може постепенно да се реформира към социална справедливост. Сред най-известните му и бляскави произведения са: „Къщите на вдовиците“ (пиеса, публикувана през 1893 от цикъла „Неприятни пиеси“), „Професията на мисис Уорън“ (драма с основна тема проституцията), „Кандида“, „Избраник на съдбата“, „Човек и свръхчовек“, „Майор Барбара“, „Андрокъл“ и др. Изключителна популярност имат афоризмите и мислите му.
През 20-те години Шоу започва да губи вяра в идеята на фабианството, че обществото може да бъде променено постепенно, и става все по-запленен от диктаторските методи. През 1922 г. той приветства идването на Мусолини на власт в Италия, отбелязвайки, че на фона на „недисциплинираността, бъркотията и задънената улица в парламента“, Мусолини е „правилният вид тиранин“. Шоу е готов да толерира определени диктаторски ексцесии; Уайнтрауб в своята биографична скица на ODNB коментира, че „флиртът на Шоу с авторитарните междувоенни режими“ е отнел много време, за да избледнее, а Беатрис Уеб смята, че той е бил „обсебен“ от Мусолини.
Ентусиазмът на Шоу от Съветския съюз датира от началото на 20-те години, когато той приветства Ленин като „единствения наистина интересен държавник в Европа“. През 1931 г. той посещава Съветския съюз с група, водена от Нанси Астор. Внимателно организираното пътуване завършва с продължителна среща със Сталин, когото Шоу по-късно описва като „грузински джентълмен“ без злоба в него. На вечеря, дадена в негова чест, Шоу казва на събралите се: „Видях всички „ужаси“ и бях ужасно доволен от тях“. През март 1933 г. той е един от подписалите писмо в The Manchester Guardian, протестиращо срещу продължаващото погрешно представяне на съветските постижения: „Никоя лъжа не е твърде фантастична, нито една клевета не е твърде остаряла... за използване от по-безразсъдните елементи на британската преса“.
Възхищението на Шоу от Мусолини и Сталин демонстрира нарастващото му убеждение, че диктатурата е единствената жизнеспособна политическа договореност. Когато нацистката партия идва на власт в Германия през януари 1933 г., Шоу описва Хитлер като „много забележителен човек, много способен човек“ и заявява, че се гордее, че е единственият писател в Англия, който е „скрупульозно учтив и справедлив към Хитлер“, въпреки че основното му възхищение е към Сталин, чийто режим подкрепя безкритично през цялото десетилетие. Шоу вижда пакта Молотов-Рибентроп от 1939 г. като триумф за Сталин, който, каза той, сега държи Хитлер под палеца си.
В отворено писмо до редакцията на вестник Manchester Guardian Бърнард Шоу нарича появилите се в пресата сведения за глада в СССР (1932 – 1933) фалшива новина. Също така в писмо до вестник Labour Monthly Бърнард Шоу открито застава на страната на Сталин и на Трофим Лисенко в кампанията против учените генетици.
Починал на 94-годишна възраст в село Ейът Сейнт Лорънс, Хартфордшър.